# Tom McBreen
Tom McBreen (Spokane (Washington), Estados Unidos, 31 de agosto de 1952) es un nadador estadounidense retirado especializado en pruebas de estilo libre, donde consiguió ser campeón olímpico en 1972 en los 4 x 100 metros libre.

## Carrera deportiva
En los Juegos Olímpicos de Múnich 1972 ganó la medalla de oro en los relevos de 4 x 100 metros libre, por delante de la Unión Soviética y Alemania del Este, y también ganó el bronce en los 400 metros libre, tras el australiano Brad Cooper y su paisano estadounidense Steven Genter.
Y en los Juegos Panamericanos de 1971 celebrados en Cali, Colombia, ganó la medalla de plata en los 1500 metros estilo libre.